# Richard Mandl
Richard Mandl (9. května 1859 Prostějov – 1. dubna 1918 Vídeň) byl rakouský skladatel narozený na Moravě.

## Život
Studoval na konzervatoři v Paříži u francouzského skladatele Léo Deliba. Přestože napsal dvě opery a řadu skladeb pro orchestr, stal se známým zejména pro své písně. Mimo jiné zhudebnil básně Theodora Storma psané dolnoněmeckým dialektem plattdeutsch. Pro svůj židovský původ byl v roce 1935 zařazen na Goebbelsův seznam židovských hudebníků, jejichž díla se nesměla hrát a notové záznamy byly ničeny.

## Dílo

### Opery
- Rencontre imprévue
- Nächtliche Werbung (Praha, 1888)

### Písně
- Drei Lieder op. 1
- Ave Maria pour soprano et orgue ou piano
- Sechs Gedichte (text Theodor Storm)
- Musikus und Musika (výběr ze sbírky Fiedelliedern Theodora Storma)
- Sieben Lieder auf meines Kindes Tod
- Lieder und Gesänge

### Ostatní skladby
- Griselidis, symfonická báseň
- Six Danses à la Viennoise
- Ouverture zu einem Gaskognischen Ritterspiele pro velký orchestr
- Klavírní kvintet
- Hymnus an die aufgehende sonne pro smyčcový kvartet a klavír